# Villa Taraschi
Villa Taraschi è una frazione del comune di Teramo, associata alla vicina Sant'Atto. 
 
Il nome deriva dalla presenza dell'antica villa padronale della famiglia Taraschi, che ancora oggi risiede in varie zone limitrofe. 
Esistono in questa località resti di mura antichissime. 
La frazione conta una decina di abitanti.